# Bilan saison par saison des Penguins de Pittsburgh
Les Penguins de Pittsburgh sont une franchise de hockey sur glace évoluant dans la Ligue nationale de hockey en Amérique du Nord depuis l'expansion de la Ligue en 1967.
Depuis leur première saison, les Penguins ont été champions de division à neuf reprises (1991, 1993, 1994, 1996, 1998, 2008, 2013, 2014 et 2021) et ont participé à six finales de la Coupe Stanley : en 1991 contre les North Stars du Minnesota, en 1992 contre les Blackhawks de Chicago, en 2008 et 2009 contre les Red Wings de Détroit, en 2016 contre les Sharks de San José et en 2017 face aux Predators de Nashville. Ils remportent à cinq reprises le trophée : en 1991 et 1992, en 2009, en 2016 et en 2017.
Cette page retrace les résultats de l'équipe depuis cette première saison. Certaines saisons sont détaillées par des articles spéciaux, le lien étant donné en dessous des années de saison.

## XXesiècle

### Années 1960

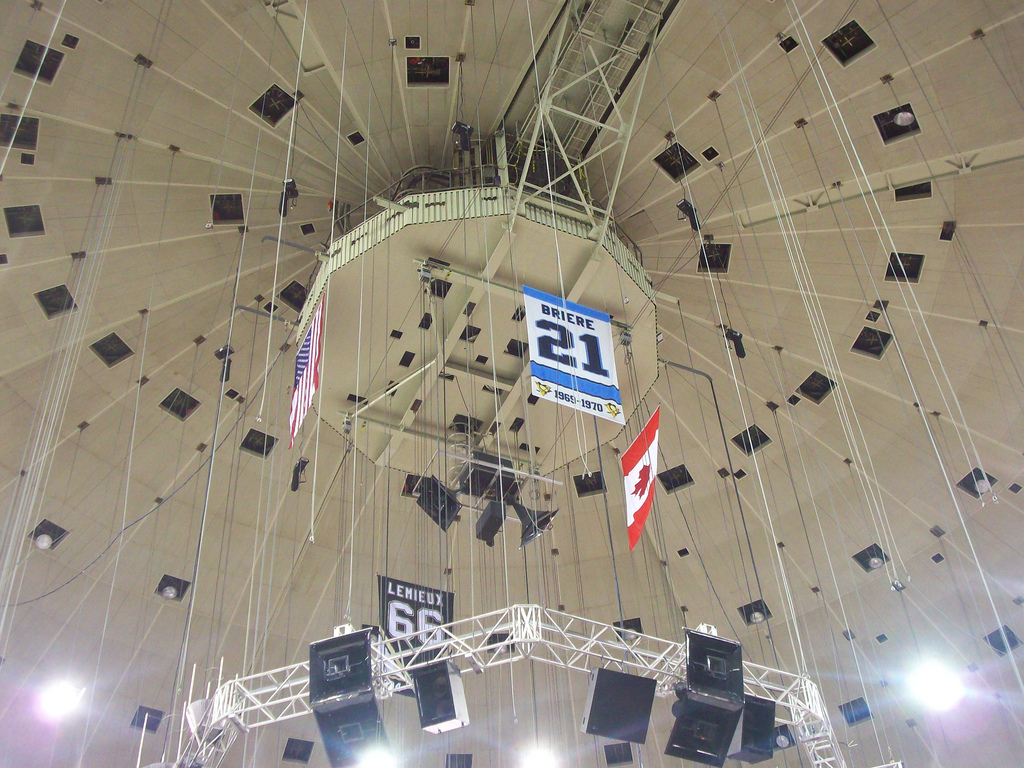
Michel Brière ne joue qu'une saison avec les Penguins mais après sa mort accidentelle, son numéro est retiré par les Penguins.

Les Penguins jouent leur première saison en 1967-1968 sous la direction de George « Red » Sullivan et avec Andy Bathgate en tant que capitaine de l'équipe. La LNH compte alors deux divisions de cinq équipes et les Penguins finissent la saison régulière à l'avant-dernière place de la division Ouest, dixièmes sur douze au classement général et éliminés des séries éliminatoires pour la Coupe Stanley.
En 1968-1969, Earl Ingarfield devient le nouveau capitaine de l'équipe à la suite du départ de Bathgate pour les Canucks de Vancouver mais il ne reste pas toute la saison au club, passant aux Seals d'Oakland en cours de la saison et laissant le poste de capitaine vacant. Sullivan est toujours l'entraîneur de l'équipe mais il ne parvient pas à faire mieux que la saison passée avec les mêmes classements.
Il est remplacé lors de la préparation de la saison 1969-1970 par Leonard « Red » Kelly qui décide de continuer sans capitaine pour la saison. Cette dernière se termine avec une deuxième place de la division et huitièmes de la LNH. Pour la première fois de l'histoire de la jeune franchise, elle se qualifie pour les séries de la Coupe et élimine en quatre matchs les Seals d'Oakland lors des quarts de finale. Les Penguins tombent lors du deuxième tour en perdant 4-2 contre les Blues de Saint-Louis, finalistes des deux dernières saisons de la Coupe Stanley. Au cours de cette saison, Michel Brière fait ses débuts dans la LNH après avoir été le vingt-sixième joueur choisit lors du repêchage amateur de la LNH de 1969. Il ne joue qu'une seule saison dans la grande ligue, puisqu'il meurt dans un accident de voiture le 13 avril 1971. Le 5 janvier 2001, les Penguins retirent officiellement le numéro 21 de Michel Brière.
| No | Saison            | Capitaine(s)  | Entraîneur(s) | Pointeur    | Saison régulière | Saison régulière | Saison régulière | Saison régulière | Saison régulière | Saison régulière | Saison régulière | Saison régulière | Saison régulière          | Séries éliminatoires | Séries éliminatoires | Séries éliminatoires | Séries éliminatoires | Séries éliminatoires | Séries éliminatoires                             |               |
| No | Saison            | Capitaine(s)  | Entraîneur(s) | Pointeur    | PJ               | V                | D                | N                | Pts              | BP               | BC               | Pun              | Classement                | PJ                   | V                    | D                    | BP                   | BC                   | Progression                                      |               |
| -- | ----------------- | ------------- | ------------- | ----------- | ---------------- | ---------------- | ---------------- | ---------------- | ---------------- | ---------------- | ---------------- | ---------------- | ------------------------- | -------------------- | -------------------- | -------------------- | -------------------- | -------------------- | ------------------------------------------------ | ------------- |
| 1  | 1967-1968 Détails | A. Bathgate   | G. Sullivan   | G. Sullivan | 74               | 27               | 34               | 13               | 67               | 195              | 216              | 554              | Cinquièmes division Ouest | Non qualifiés        | Non qualifiés        | Non qualifiés        | Non qualifiés        | Non qualifiés        | Non qualifiés                                    | Non qualifiés |
| 2  | 1968-1969         | E. Ingarfield | G. Sullivan   | K. Schinkel | 76               | 20               | 45               | 11               | 51               | 189              | 252              | 677              | Cinquièmes division Ouest | Non qualifiés        | Non qualifiés        | Non qualifiés        | Non qualifiés        | Non qualifiés        | Non qualifiés                                    | Non qualifiés |
| 3  | 1969-1970         | Vacant        | L. Kelly      | D. Prentice | 76               | 26               | 38               | 12               | 64               | 182              | 238              | 1 038            | Deuxièmes division Ouest  | 10                   | 6                    | 4                    | 23                   | 25                   | 4-0 – Seals d'Oakland 2-4 – Blues de Saint-Louis |               |

### Années 1970

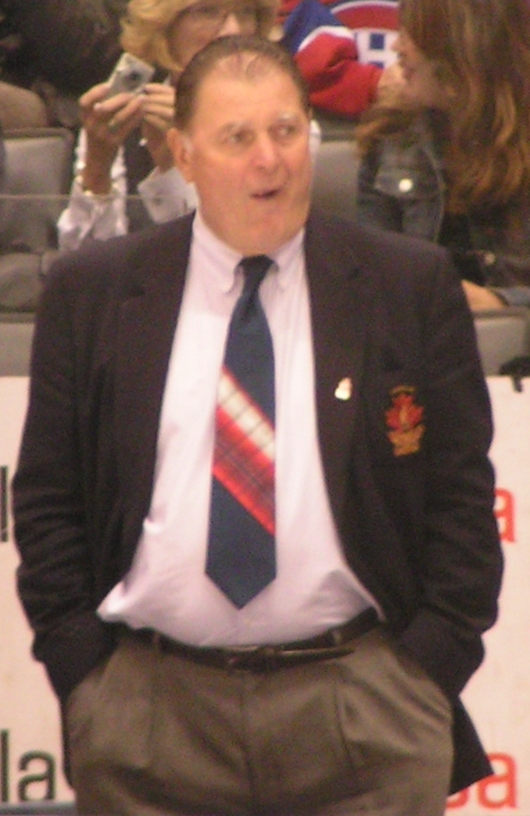
Peter Mahovlich joue deux saisons avec les Penguins à la fin des années 1970.

À la suite de cette première expérience réussie dans les séries, Kelly reste en place pour la saison 1970-1971. Malgré une séance de sept victoires consécutives à domicile entre janvier et février 1971, les Penguins connaissent également des difficultés avec une séquence de dix-huit matchs en déplacement sans victoire. Sixièmes de la division Ouest, ils sont éliminés des séries.
En 1971-1972, les Penguins renouent avec les séries en terminant quatrièmes de la division Ouest mais ils sont éliminés dès le premier tour par les Black Hawks de Chicago, quatre matchs à zéro. Kelly est toujours l'entraîneur de l'équipe au début de la saison suivante mais en janvier 1973, un jour après que Kenneth Schinkel ait pris sa retraite de joueur, les dirigeants de Pittsburgh annoncent que Schinkel est nommé troisième entraîneur de l'histoire de l'équipe. Il ne parvient pas pour autant à redresser la barre et les Penguins terminent cinquièmes de la division, premiers non qualifiés pour les séries éliminatoires.
Pour la saison 1973-1974, Schinkel débute derrière le banc de l'équipe et nomme Ronald Schock nouveau capitaine de l'équipe. Schinkel voit l'émergence de la Century Line, composée de Sylvanus Apps, Lowell MacDonald et Jean Pronovost, mais il est remplacé en cours de saison par Marc Boileau. La Century Line inscrit 107 points à elle toute seule mais cela ne suffit pas pour que les Penguins se qualifient pour les séries,.
En 1974-1975, la LNH compte désormais dix-huit équipes et décide de répartir les différentes équipes en deux conférences de deux divisions chacune. Les Penguins de Pittsburgh sont assignés à la conférence Prince de Galles et dans sa division Norris. Boileau est toujours l'entraîneur de l'équipe et il guide pour la troisième fois les joueurs à une qualification en séries éliminatoires. Le format des séries évolue également et Pittsburgh doit jouer une série au meilleur des trois matchs lors du tour préliminaire, tour qu'ils perdent en deux rencontres contre les Blues. Entre-temps, au cours de la saison, Apps participe au Match des étoiles de la LNH et en inscrivant deux buts, il est désigné meilleur joueur de la rencontre. Les Penguins enregistrent la deux-centième victoire de l'équipe lors d'un succès 6-1 contre Chicago le 29 janvier 1975.
Lors de la saison 1975-1976, l'équipe est emmenée offensivement par Pierre Larouche et par Apps qui décrochent deux nouveaux records pour la franchise : Larrouche inscrit 53 buts et Apps réalisé 67 passes décisives. Les cent-onze points de Larouche le classent à la cinquième place des meilleurs pointeurs de la saison ; il totalise quatorze points de moins que Guy Lafleur, joueur des Canadiens de Montréal et meneur de la LNH. Une nouvelle fois troisièmes de la division, les Penguins sont éliminés au premier tour par les Maple Leafs de Toronto en remportant le match à l'extérieur et perdant les deux rencontres à domicile. La saison suivante ressemble à cette saison puisque les Penguins terminent troisièmes de la divisions et sont éliminés en trois rencontres par Toronto. Larouche termine deuxième pointeur de l'équipe avec un point de moins que Pronovost.
En 1977-1978, les dirigeants engagent John Wilson en tant qu'entraîneur de l'équipe et il décide de confier le poste de capitaine à Pronovost. Ce dernier finit une nouvelle fois meilleur pointeur de l'équipe devant Peter Mahovlich, arrivé au sein de l'équipe en retour de Larouche en novembre. Quatrièmes de la division, les Penguins manquent les séries éliminatoires. Orest Kindrachuk devient capitaine de l'équipe dès la saison suivante, Pronovost ayant rejoint les Flames d'Atlanta en septembre 1978. William Malone est le nouveau meneur offensif de l'équipe alors que celle-ci se classe deuxième de la division Norris. L'équipe élimine lors du tour préliminaire les Sabres de Buffalo en trois matchs et avec une victoire en prolongation dans le match final par un but de George Ferguson ; Pittsburgh est éliminé au deuxième tour en perdant les quatre rencontres contre les Bruins de Boston.
Au cours de la saison 1979-1980, en janvier, les Penguins portent pour la première fois de leur histoire un maillot jaune et noir. Troisièmes de leur division, les Penguins sont qualifiés pour les séries de la Coupe Stanley mais ils perdent une nouvelle fois contre les Bruins, 3 matchs à 2.
| No | Saison    | Capitaine(s)  | Entraîneur(s)          | Pointeur     | Saison régulière | Saison régulière | Saison régulière | Saison régulière | Saison régulière | Saison régulière | Saison régulière | Saison régulière | Saison régulière           | Séries éliminatoires | Séries éliminatoires | Séries éliminatoires | Séries éliminatoires | Séries éliminatoires | Séries éliminatoires                                   |               |
| No | Saison    | Capitaine(s)  | Entraîneur(s)          | Pointeur     | PJ               | V                | D                | N                | Pts              | BP               | BC               | Pun              | Classement                 | PJ                   | V                    | D                    | BP                   | BC                   | Progression                                            |               |
| -- | --------- | ------------- | ---------------------- | ------------ | ---------------- | ---------------- | ---------------- | ---------------- | ---------------- | ---------------- | ---------------- | ---------------- | -------------------------- | -------------------- | -------------------- | -------------------- | -------------------- | -------------------- | ------------------------------------------------------ | ------------- |
| 4  | 1970-1971 | Vacant        | L. Kelly               | B. Hextall   | 78               | 21               | 37               | 20               | 62               | 221              | 240              | 1 079            | Sixièmes division Ouest    | Non qualifiés        | Non qualifiés        | Non qualifiés        | Non qualifiés        | Non qualifiés        | Non qualifiés                                          | Non qualifiés |
| 5  | 1971-1972 | Vacant        | L. Kelly               | S. Apps      | 78               | 26               | 38               | 14               | 66               | 220              | 258              | 978              | Quatrièmes division Ouest  | 4                    | 0                    | 4                    | 8                    | 14                   | 0-4 – Black Hawks de Chicago                           |               |
| 6  | 1972-1973 | Vacant        | L. Kelly K. Schinkel   | S. Apps      | 78               | 32               | 37               | 9                | 73               | 257              | 265              | 866              | Cinquièmes division Ouest  | Non qualifiés        | Non qualifiés        | Non qualifiés        | Non qualifiés        | Non qualifiés        | Non qualifiés                                          | Non qualifiés |
| 7  | 1973-1974 | R. Schock     | K. Schinkel M. Boileau | S. Apps      | 78               | 28               | 41               | 9                | 65               | 242              | 273              | 950              | Cinquièmes division Ouest  | Non qualifiés        | Non qualifiés        | Non qualifiés        | Non qualifiés        | Non qualifiés        | Non qualifiés                                          | Non qualifiés |
| 8  | 1974-1975 | R. Schock     | M. Boileau             | R. Schock    | 80               | 37               | 28               | 15               | 89               | 326              | 289              | 1 119            | Troisièmes division Norris | 2                    | 0                    | 2                    | 6                    | 9                    | 2-0 – Blues de Saint-Louis 3-4 – Islanders de New York |               |
| 9  | 1975-1976 | R. Schock     | M. Boileau K. Schinkel | P. Larouche  | 80               | 35               | 33               | 12               | 82               | 339              | 303              | 1 004            | Troisièmes division Norris | 3                    | 1                    | 2                    | 3                    | 8                    | 1-2 – Maple Leafs de Toronto                           |               |
| 10 | 1976-1977 | R. Schock     | K. Schinkel            | J. Pronovost | 80               | 34               | 33               | 13               | 81               | 240              | 252              | 669              | Troisièmes division Norris | 3                    | 1                    | 2                    | 10                   | 13                   | 1-2 – Maple Leafs de Toronto                           |               |
| 11 | 1977-1978 | J. Pronovost  | J. Wilson              | J. Pronovost | 80               | 25               | 37               | 18               | 68               | 254              | 321              | 1 300            | Quatrièmes division Norris | Non qualifiés        | Non qualifiés        | Non qualifiés        | Non qualifiés        | Non qualifiés        | Non qualifiés                                          | Non qualifiés |
| 12 | 1978-1979 | O. Kindrachuk | J. Wilson              | G. Malone    | 80               | 36               | 31               | 13               | 85               | 281              | 279              | 1 039            | Deuxièmes division Norris  | 7                    | 3                    | 4                    | 16                   | 25                   | 2-1 – Sabres de Buffalo 0-4 – Bruins de Boston         |               |
| 13 | 1979-1980 | O. Kindrachuk | J. Wilson              | R. Kehoe     | 80               | 30               | 37               | 13               | 73               | 251              | 303              | 1 038            | Troisièmes division Norris | 5                    | 2                    | 3                    | 14                   | 21                   | 2-3 – Bruins de Boston                                 |               |

### Années 1980
Edward Johnston est nommé nouvel entraîneur de l'équipe pour la saison 1980-1981 ; au sein de l'équipe plusieurs joueurs se font remarquer au cours de la saison : Paul Gardner devient le premier joueur des Penguins à inscrire quatre buts en un match, Richard Kehoe inscrit un total record de 55 buts et est à la fin de la saison récompensé par le trophée Lady Byng du joueur le plus fair-play de la ligue. Randolph Carlyle, défenseur et également deuxième pointeur de l'équipe, est mis en avant en étant sélectionné dans la première équipe d'Étoiles et reçoit le trophée James-Norris du meilleur défenseur de la ligue. Quatrièmes de la division, l'équipe est tout de même qualifiée pour les séries mais est éliminée en cinq rencontres par les Blues de Saint-Louis.
En 1981-1982, Carlyle devient le nouveau capitaine de Johnston et dans les buts, Michel Dion, est sélectionné pour jouer le 34e Match des étoiles de la LNH. Il totalise vingt-cinq victoires en fin de saison alors que l'équipe se classe une nouvelle fois quatrième de la division. Qualifiés pour les séries, les Penguins sont éliminés en cinq matchs par les Islanders de New York, champions en titre de la Coupe Stanley, vainqueur de la saison régulière et futurs vainqueur de la Coupe 1982.
Il s'agit de la dernière participation des Penguins aux séries pour des années. En effet, lors de la saison suivante, l'équipe termine à l'avant-dernière place de la LNH, Douglas Shedden étant le meilleur pointeur de l'équipe sur la saison avec 67 points. En 1983-1984, les Penguins font encore pire puisque Johnston, qui est désormais directeur général de l'équipe, cherche à tout prix à finir dernier de la saison afin de pouvoir choisir en premier lors du repêchage de 1984 et de sélectionner la jeune vedette de la Ligue de hockey junior majeur du Québec, Mario Lemieux,. Avec 38 points, l'équipe qui est entraînée par Louis Angotti termine bel et bien à la dernière place et engage Lemieux pour de nombreuses années.
| No | Saison            | Capitaine(s)            | Entraîneur(s)         | Pointeur   | Saison régulière | Saison régulière | Saison régulière | Saison régulière | Saison régulière | Saison régulière | Saison régulière | Saison régulière | Saison régulière            | Séries éliminatoires | Séries éliminatoires | Séries éliminatoires | Séries éliminatoires | Séries éliminatoires | Séries éliminatoires                                   |               |
| No | Saison            | Capitaine(s)            | Entraîneur(s)         | Pointeur   | PJ               | V                | D                | N                | Pts              | BP               | BC               | Pun              | Classement                  | PJ                   | V                    | D                    | BP                   | BC                   | Progression                                            |               |
| -- | ----------------- | ----------------------- | --------------------- | ---------- | ---------------- | ---------------- | ---------------- | ---------------- | ---------------- | ---------------- | ---------------- | ---------------- | --------------------------- | -------------------- | -------------------- | -------------------- | -------------------- | -------------------- | ------------------------------------------------------ | ------------- |
| 14 | 1980-1981         | O. Kindrachuk           | E. Johnston           | R. Kehoe   | 80               | 30               | 37               | 13               | 73               | 302              | 345              | 1 807            | Quatrièmes division Norris  | 5                    | 2                    | 3                    | 21                   | 20                   | 2-3 – Blues de Saint-Louis                             |               |
| 15 | 1981-1982         | R. Carlyle              | E. Johnston           | R. Kehoe   | 80               | 31               | 36               | 13               | 75               | 310              | 337              | 2 212            | Quatrièmes division Patrick | 5                    | 2                    | 3                    | 13                   | 22                   | 2-3 – Islanders de New York                            |               |
| 16 | 1982-1983         | R. Carlyle              | E. Johnston           | D. Shedden | 80               | 18               | 53               | 9                | 45               | 257              | 394              | 1 859            | Sixièmes division Patrick   | Non qualifiés        | Non qualifiés        | Non qualifiés        | Non qualifiés        | Non qualifiés        | Non qualifiés                                          | Non qualifiés |
| 17 | 1983-1984         | R. Carlyle              | L. Angotti            | M. Bullard | 80               | 16               | 58               | 6                | 38               | 254              | 390              | 1 695            | Sixièmes division Patrick   | Non qualifiés        | Non qualifiés        | Non qualifiés        | Non qualifiés        | Non qualifiés        | Non qualifiés                                          | Non qualifiés |
| 18 | 1984-1985 Détails | M. Bullard              | B. Berry              | M. Lemieux | 80               | 24               | 51               | 5                | 53               | 276              | 385              | 1 493            | Sixièmes division Patrick   | Non qualifiés        | Non qualifiés        | Non qualifiés        | Non qualifiés        | Non qualifiés        | Non qualifiés                                          | Non qualifiés |
| 19 | 1985-1986         | M. Bullard              | B. Berry              | M. Lemieux | 80               | 34               | 38               | 8                | 76               | 313              | 305              | 1 538            | Cinquièmes division Patrick | Non qualifiés        | Non qualifiés        | Non qualifiés        | Non qualifiés        | Non qualifiés        | Non qualifiés                                          | Non qualifiés |
| 20 | 1986-1987         | M. Bullard T. Ruskowski | B. Berry              | M. Lemieux | 80               | 30               | 38               | 12               | 72               | 297              | 290              | 1 693            | Cinquièmes division Patrick | Non qualifiés        | Non qualifiés        | Non qualifiés        | Non qualifiés        | Non qualifiés        | Non qualifiés                                          | Non qualifiés |
| 21 | 1987-1988         | D. Frawley M. Lemieux   | P. Creamer            | M. Lemieux | 80               | 36               | 35               | 9                | 81               | 319              | 316              | 2 211            | Sixièmes division Patrick   | Non qualifiés        | Non qualifiés        | Non qualifiés        | Non qualifiés        | Non qualifiés        | Non qualifiés                                          | Non qualifiés |
| 22 | 1988-1989         | M. Lemieux              | G. Ubriaco            | M. Lemieux | 80               | 40               | 33               | 7                | 87               | 347              | 349              | 2 670            | Deuxièmes division Patrick  | 11                   | 3                    | 4                    | 43                   | 42                   | 4-0 – Rangers de New York 3-4 – Flyers de Philadelphie |               |
| 23 | 1989-1990         | M. Lemieux              | G. Ubriaco C. Patrick | M. Lemieux | 80               | 32               | 40               | 8                | 72               | 318              | 359              | 2 132            | Cinquièmes division Patrick | Non qualifiés        | Non qualifiés        | Non qualifiés        | Non qualifiés        | Non qualifiés        | Non qualifiés                                          | Non qualifiés |

### Années 1990

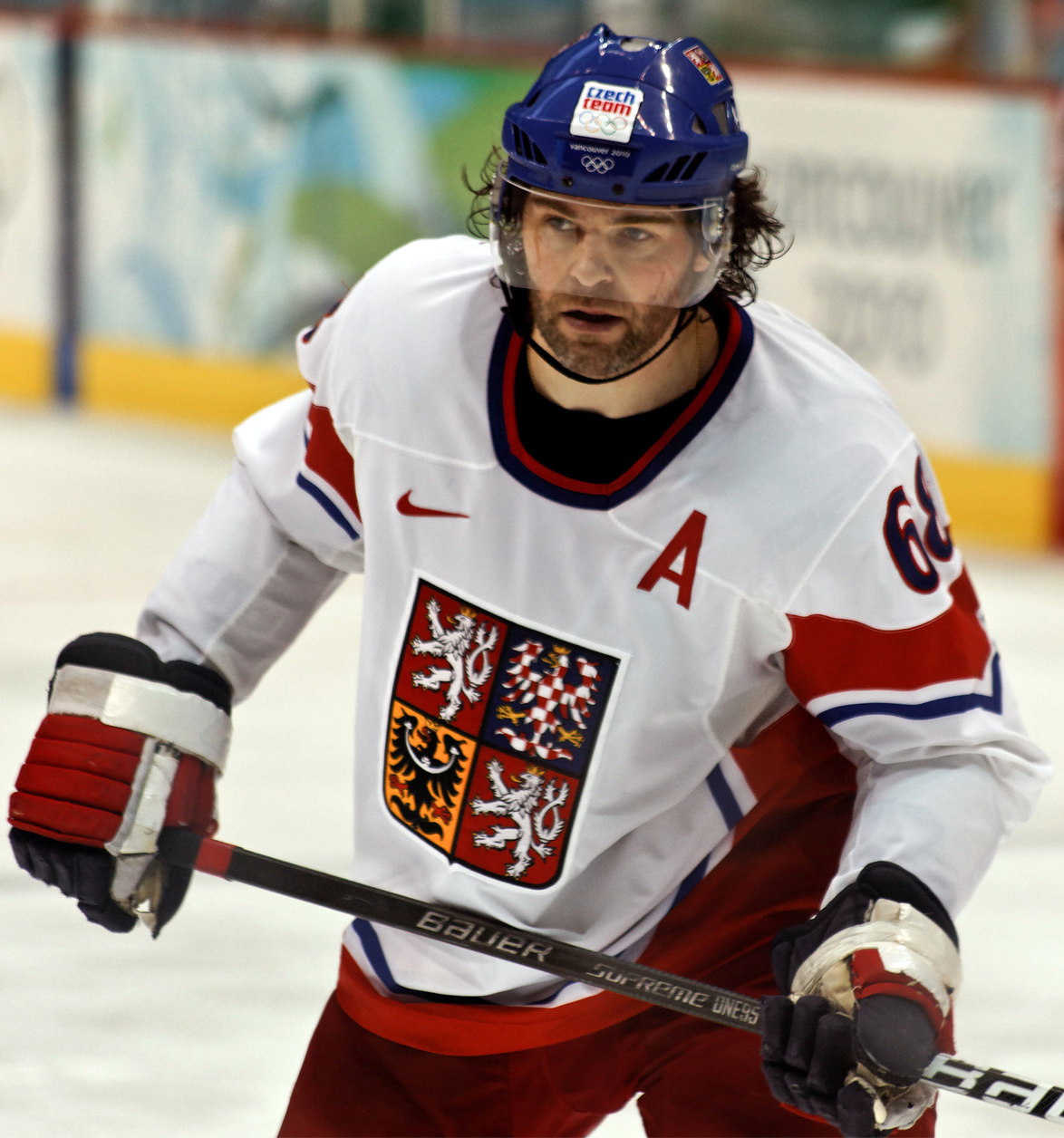
Jaromír Jágr joue pendant les années 1990 avec les Penguins et remporte deux Coupes Stanley.

En 1990-1991, les Penguins de Pittsburgh est toujours menée par Mario Lemieux même s'il manque les cinquante premiers matchs de la saison en raison d'une blessure. Le 12 juin 1990, Craig Patrick, qui est devenu l'année précédente le directeur-général de la franchise, enrôle Robert Johnson à la tête de l'équipe des Penguins. Le même jour, Patrick fait également signer William Bowman, sans contrat depuis quelques années, afin de l'intégrer dans le pôle développement des joueurs de la franchise. L'équipe finit la saison à la première place de la division Patrick, septième place de la LNH. Par la suite, les Penguins accèdent pour la première fois de leur histoire à la finale de la Coupe Stanley, finale qu'ils remportent 4 matchs à 2 contre les North Stars du Minnesota pour leur première Coupe.
La saison 1991-1992 est la vingt-cinquième saison de l'équipe mais elle ne débute pas de la bonne manière puisque le 29 août 1991, Robert Johnson est conduit par sa femme à l’hôpital, atteint d’un cancer au cerveau. Le 1er octobre 1991, Bowman est nommé entraîneur par intérim de l’équipe pour la saison mais Johnson décède le 26 novembre 1991 et Bowman passe toute la saison derrière le banc des Penguins. Il guide l'équipe à la troisième place de la division, sixièmes de la LNH, puis à une deuxième Coupe Stanley avec une victoire 4-0 en finale contre les Blackhawks de Chicago.
La saison suivante est la meilleure de l'histoire de l'équipe : elle totalise 119 points et finit à la première place du classement pour remporter son premier trophée des présidents de la meilleure équipe de la saison. Quatre joueurs de l'équipe terminent la saison régulière avec plus de 100 points, Lemieux, Kevin Stevens, Richard Tocchet et Ronald Francis, mais les Penguins sont éliminés dès le deuxième tour des séries en sept rencontres par les Islanders de New York
| No | Saison            | Capitaine(s) | Entraîneur(s)            | Pointeur   | Saison régulière | Saison régulière | Saison régulière | Saison régulière | Saison régulière | Saison régulière | Saison régulière | Saison régulière | Saison régulière | Saison régulière               | Séries éliminatoires | Séries éliminatoires | Séries éliminatoires | Séries éliminatoires | Séries éliminatoires | Séries éliminatoires |
| No | Saison            | Capitaine(s) | Entraîneur(s)            | Pointeur   | PJ               | V                | D                | N                | DP               | Pts              | BP               | BC               | Pun              | Classement                     | PJ                   | V                    | D                    | BP                   | BC                   | Progression |
| -- | ----------------- | ------------ | ------------------------ | ---------- | ---------------- | ---------------- | ---------------- | ---------------- | ---------------- | ---------------- | ---------------- | ---------------- | ---------------- | ------------------------------ | -------------------- | -------------------- | -------------------- | -------------------- | -------------------- | --- |
| 24 | 1990-1991 Détails | M. Lemieux   | R. Johnson               | M. Recchi  | 80               | 41               | 33               | 6                | —                | 88               | 342              | 305              | 1 641            | Premiers division Patrick      | 24                   | 16                   | 8                    | 95                   | 68                   | 4-3 – Devils du New Jersey 4-1 – Capitals de Washington 4-2 – Bruins de Boston 4-2 – North Stars du Minnesota Vainqueur de la Coupe Stanley |
| 25 | 1991-1992 Détails | M. Lemieux   | W. Bowman                | M. Lemieux | 80               | 39               | 32               | 9                | —                | 87               | 343              | 308              | 1 907            | Troisièmes division Patrick    | 21                   | 16                   | 5                    | 83                   | 63                   | 4-3 – Capitals de Washington 4-2 – Rangers de New York 4-0 – Bruins de Boston 4-0 – Blackhawks de Chicago Vainqueur de la Coupe Stanley     |
| 26 | 1992-1993         | M. Lemieux   | W. Bowman                | M. Lemieux | 84               | 56               | 21               | 7                | —                | 119              | 367              | 268              | 1 776            | Premiers division Patrick      | 12                   | 7                    | 5                    | 50                   | 37                   | 4-1 – Devils du New Jersey 3-4 – Islanders de New York                                                                                      |
| 27 | 1993-1994         | M. Lemieux   | E. Johnston              | J. Jágr    | 84               | 44               | 27               | 13               | —                | 101              | 299              | 285              | 1 624            | Premiers division Nord-est     | 6                    | 2                    | 4                    | 12                   | 20                   | 2-4 – Capitals de Washington |
| 28 | 1994-1995         | R. Francis   | E. Johnston              | J. Jágr    | 48               | 29               | 16               | 3                | —                | 61               | 181              | 158              | 1 036            | Deuxièmes division Nord-est    | 12                   | 5                    | 7                    | 37                   | 43                   | 4-3 – Capitals de Washington 1-4 – Devils du New Jersey                                                                                     |
| 29 | 1995-1996         | M. Lemieux   | E. Johnston              | M. Lemieux | 82               | 49               | 29               | 4                | —                | 102              | 362              | 284              | 1 623            | Premiers division Nord-est     | 18                   | 11                   | 7                    | 57                   | 52                   | 4-2 – Capitals de Washington 4-1 – Rangers de New York 3-4 – Panthers de la Floride                                                         |
| 30 | 1996-1997         | M. Lemieux   | E. Johnston C. Patrick   | M. Lemieux | 82               | 38               | 36               | 8                | —                | 84               | 285              | 280              | 1 498            | Deuxièmes division Nord-est    | 5                    | 1                    | 4                    | 13                   | 20                   | 1-4 – Flyers de Philadelphie |
| 31 | 1997-1998         | R. Francis   | K. Constantine           | J. Jágr    | 82               | 40               | 24               | 18               | —                | 98               | 228              | 188              | 1 225            | Premiers division Nord-est     | 6                    | 2                    | 4                    | 15                   | 18                   | 2-4 – Canadiens de Montréal |
| 32 | 1998-1999         | J. Jágr      | K. Constantine           | J. Jágr    | 82               | 38               | 30               | 14               | —                | 90               | 242              | 225              | 977              | Troisièmes division Atlantique | 13                   | 6                    | 7                    | 21                   | 18                   | 4-3 – Devils du New Jersey 2-4 – Maple Leafs de Toronto                                                                                     |
| 33 | 1999-2000         | J. Jágr      | K. Constantine H. Brooks | J. Jágr    | 82               | 37               | 31               | 8                | 6                | 88               | 241              | 236              | 1 221            | Troisièmes division Atlantique | 11                   | 6                    | 5                    | 31                   | 23                   | 4-1 – Capitals de Washington 2-4 – Flyers de Philadelphie                                                                                   |

## XXIesiècle

### Années 2000

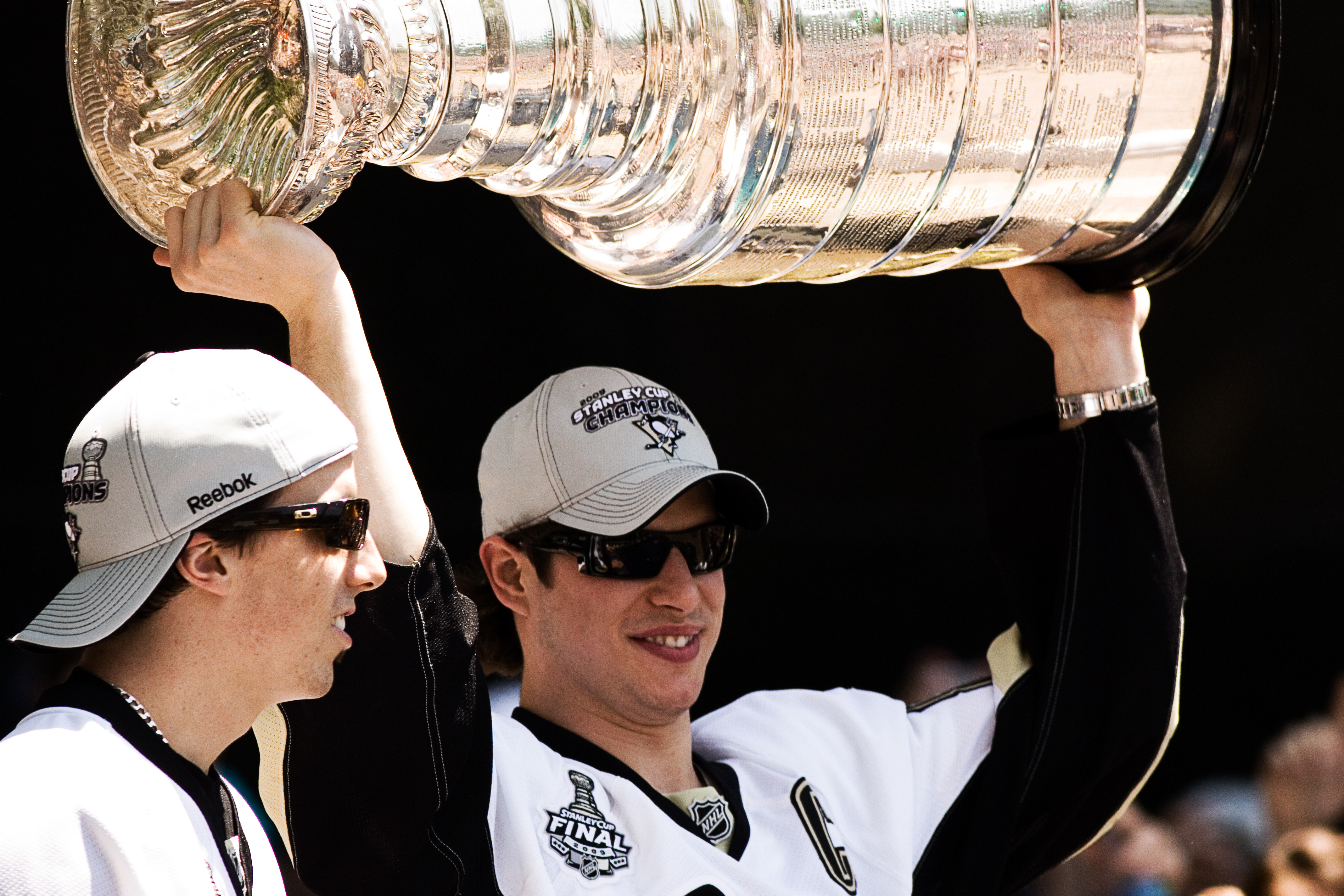
Marc-André Fleury et Sidney Crosby font partie de l'équipe 2008-2009 qui remportent la troisième Coupe Stanley de l'histoire des Penguins.

La saison 2005-2006 voit le retour de la LNH au jeu après une saison entière annulée par un lock-out des joueurs. Les Penguins débutent la saison toujours sous la direction d'Olczyk et voient également les premiers coups de patin d'un des joueurs les plus attendus de la LNH : Sidney Crosby. En décembre 2005, Lemieux, âgé de 40 ans, joue son dernier match dans la LNH et au cours du même mois, l'équipe change d'entraîneur avec le remplacement d'Olczyk par l'entraîneur des Penguins de Wilkes-Barre/Scranton, Michel Therrien. Cinquièmes de la division et avant-derniers au classement final de la LNH, les Penguins sont éliminés des séries éliminatoires alors que Crosby enregistre 102 points. Il devient le joueur le plus jeune de l'histoire de la LNH à dépasser la barre symbolique des 100 points et totalise également 110  minutes de pénalité – il s'agit de la première fois de l'histoire de la LNH qu'un joueur réussit cette performance à sa première saison.
Lors de la saison 2006-2007, les joueurs de Pittsburgh vivent une première moitié de saison en dents de scie avant de réaliser une très bonne seconde partie, après le 55e Match des étoiles, pour finalement se qualifier pour les séries éliminatoires pour la première fois depuis 2000-2001 mais ils perdent au premier tour contre les Sénateurs d'Ottawa 4 matchs à 1. Crosby est récompensé en fin de saison par plusieurs trophées de la LNH : le trophée Art-Ross en tant que meilleur pointeur de la saison avec son total de 120 réalisations, le trophée Hart du meilleur joueur ainsi que celui du trophée Lester-B.-Pearson pour le meilleur joueur selon ses pairs. Ievgueni Malkine quant à lui remporte le trophée Calder de la meilleure recrue.
La saison 2007-2008 est la 40e saison de l'équipe alors que le 31 mai 2007, Sidney Crosby est nommé capitaine de l'équipe, titre laissé vacant depuis le départ à la retraite de Lemieux ; Crosby devient le plus jeune capitaine de l'histoire des Penguins et par la même occasion de la LNH. Néanmoins, le capitaine se blesse en janvier et manque une trentaine de matchs. Les Penguins sont alors guidés par Malkine pendant une bonne partie de la saison et ils finissent à la première place de leur division et à la deuxième de leur conférence derrière les Canadiens de Montréal. Qualifiés pour les séries éliminatoires, ils passent tous les tours pour finalement perdre en finale de la Coupe 4 matchs à 2 contre les Red Wings de Détroit.
En 2008-2009, Crosby est toujours le capitaine de l'équipe mais en cours de saison, Therrien est remplacé par Daniel Bylsma, entraîneur de Wilkes-Barre/Scranton. Les Penguins terminent tout de même la saison régulière deuxième de leur division et passent par la suite tous les tours des séries pour prendre leur revanche sur Détroit et remporter la coupe Stanley, le 12 juin 2009. Sept matchs sont nécessaires en finale pour voir l'équipe de Pittsburgh remporter son troisième trophée grâce à un doublé de Maxime Talbot et une victoire 2-1. Crosby devient le plus jeune capitaine de l'histoire de la LNH à remporter la coupe Stanley, à l'âge de 21 ans. Malkine est mis en avant en recevant deux trophées de la LNH : le trophée Art-Ross du meilleur pointeur et le trophée Conn-Smythe du meilleur joueur des séries.
| No | Saison            | Capitaine(s)          | Entraîneur(s)         | Pointeur       | Saison régulière | Saison régulière | Saison régulière | Saison régulière | Saison régulière | Saison régulière | Saison régulière | Saison régulière | Saison régulière | Saison régulière               | Séries éliminatoires | Séries éliminatoires | Séries éliminatoires | Séries éliminatoires | Séries éliminatoires | Séries éliminatoires |               |
| No | Saison            | Capitaine(s)          | Entraîneur(s)         | Pointeur       | PJ               | V                | D                | N                | DP               | Pts              | BP               | BC               | Pun              | Classement                     | PJ                   | V                    | D                    | BP                   | BC                   | Progression |               |
| -- | ----------------- | --------------------- | --------------------- | -------------- | ---------------- | ---------------- | ---------------- | ---------------- | ---------------- | ---------------- | ---------------- | ---------------- | ---------------- | ------------------------------ | -------------------- | -------------------- | -------------------- | -------------------- | -------------------- | --- | ------------- |
| 34 | 2000-2001         | J. Jágr               | I. Hlinka             | J. Jágr        | 82               | 42               | 28               | 9                | 3                | 96               | 281              | 256              | 1 585            | Troisièmes division Atlantique | 18                   | 9                    | 9                    | 38                   | 44                   | 4-2 – Capitals de Washington 4-3 – Sabres de Buffalo 1-4 – Devils du New Jersey                                                                    |               |
| 35 | 2001-2002         | M. Lemieux            | I. Hlinka R. Kehoe    | A. Kovaliov    | 82               | 28               | 41               | 8                | 5                | 69               | 198              | 249              | 1 248            | Cinquièmes division Atlantique | Non qualifiés        | Non qualifiés        | Non qualifiés        | Non qualifiés        | Non qualifiés        | Non qualifiés | Non qualifiés |
| 36 | 2002-2003         | M. Lemieux            | R. Kehoe              | M. Lemieux     | 82               | 27               | 44               | 6                | 5                | 65               | 189              | 255              | 1 125            | Cinquièmes division Atlantique | Non qualifiés        | Non qualifiés        | Non qualifiés        | Non qualifiés        | Non qualifiés        | Non qualifiés | Non qualifiés |
| 37 | 2003-2004         | M. Lemieux S. McKenna | E. Olczyk             | D. Tärnström   | 82               | 23               | 47               | 8                | 4                | 58               | 190              | 303              | 1 270            | Cinquièmes division Atlantique | Non qualifiés        | Non qualifiés        | Non qualifiés        | Non qualifiés        | Non qualifiés        | Non qualifiés | Non qualifiés |
| —  | 2004-2005         | Saison annulée        | Saison annulée        | Saison annulée | Saison annulée   | Saison annulée   | Saison annulée   | Saison annulée   | Saison annulée   | Saison annulée   | Saison annulée   | Saison annulée   | Saison annulée   | Saison annulée                 | Saison annulée       | Saison annulée       | Saison annulée       | Saison annulée       | Saison annulée       | Saison annulée |               |
| 38 | 2005-2006         | M. Lemieux            | E. Olczyk M. Therrien | S. Crosby      | 82               | 22               | 46               | —                | 14               | 58               | 244              | 316              | 1 539            | Cinquièmes division Atlantique | Non qualifiés        | Non qualifiés        | Non qualifiés        | Non qualifiés        | Non qualifiés        | Non qualifiés | Non qualifiés |
| 39 | 2006-2007 Détails | Vacant                | M. Therrien           | S. Crosby      | 82               | 47               | 24               | —                | 11               | 105              | 277              | 246              | 1 215            | Deuxièmes division Atlantique  | 5                    | 1                    | 4                    | 10                   | 18                   | 1-4 – Sénateurs d'Ottawa |               |
| 40 | 2007-2008 Détails | S. Crosby             | M. Therrien           | I. Malkine     | 82               | 47               | 27               | —                | 8                | 102              | 247              | 216              |                  | Premiers division Atlantique   | 20                   | 14                   | 6                    | 61                   | 43                   | 4-0 – Sénateurs d'Ottawa 4-1 – Rangers de New York 4-1 – Flyers de Philadelphie 2-4 – Red Wings de Détroit                                         |               |
| 41 | 2008-2009 Détails | S. Crosby             | M. Therrien D. Bylsma | I. Malkine     | 82               | 45               | 28               | —                | 9                | 99               | 264              | 239              |                  | Deuxièmes division Atlantique  | 24                   | 16                   | 8                    | 69                   | 64                   | 4-2 – Flyers de Philadelphie 4-3 – Capitals de Washington 4-0 – Hurricanes de la Caroline 4-3 – Red Wings de Détroit Vainqueur de la Coupe Stanley |               |
| 42 | 2009-2010         | S. Crosby             | D. Bylsma             | S. Crosby      | 82               | 47               | 28               | —                | 7                | 101              | 257              | 237              |                  | Deuxièmes division Atlantique  | 13                   | 7                    | 6                    | 37                   | 43                   | 4-2 – Sénateurs d'Ottawa 3-4 – Canadiens de Montréal                                                                                               |               |

### Années 2010
La saison 2010-2011 des Penguins est gâchée par les blessures des joueurs de l'équipe. Ainsi Jordan Staal manque tout le début de la saison ; quand il revient au jeu en janvier, c'est au tour de Crosby puis de Malkine d'être blessés. Ils manquent tous les deux la fin de saison mais malgré tout, Crosby finit meilleur pointeur de l'équipe avec soixante-six points. Deuxième de la division Atlantique, l'équipe de Pittsburgh perd au premier tour en sept rencontres contre le Lightning de Tampa Bay. Au cours de la saison suivante, les Penguins se qualifient une nouvelle fois pour les séries même si leur capitaine est absent une bonne partie de la saison : Crosby joue quelques matchs fin novembre avant s'arrêter de jouer jusqu'à quelques journées de la fin de la saison. Les Penguins sont éliminés au premier tour des séries en perdant 4-2 contre les Flyers de Philadelphie.
| No | Saison            | Capitaine(s) | Entraîneur(s)           | Pointeur   | Saison régulière | Saison régulière | Saison régulière | Saison régulière | Saison régulière | Saison régulière | Saison régulière | Saison régulière                   | Séries éliminatoires | Séries éliminatoires | Séries éliminatoires | Séries éliminatoires | Séries éliminatoires | Séries éliminatoires |
| No | Saison            | Capitaine(s) | Entraîneur(s)           | Pointeur   | PJ               | V                | D                | DP               | Pts              | BP               | BC               | Classement                         | PJ                   | V                    | D                    | BP                   | BC                   | Progression |
| -- | ----------------- | ------------ | ----------------------- | ---------- | ---------------- | ---------------- | ---------------- | ---------------- | ---------------- | ---------------- | ---------------- | ---------------------------------- | -------------------- | -------------------- | -------------------- | -------------------- | -------------------- | --- |
| 43 | 2010-2011         | S. Crosby    | D. Bylsma               | S. Crosby  | 82               | 49               | 25               | 8                | 106              | 238              | 199              | Deuxièmes division Atlantique      | 7                    | 3                    | 4                    | 14                   | 22                   | 3-4 Lightning de Tampa Bay |
| 44 | 2011-2012         | S. Crosby    | D. Bylsma               | I. Malkine | 82               | 51               | 25               | 6                | 108              | 282              | 221              | Deuxièmes division Atlantique      | 6                    | 2                    | 4                    | 26                   | 28                   | 2-4 Flyers de Philadelphie |
| 45 | 2012-2013         | S. Crosby    | D. Bylsma               | S. Crosby  | 48               | 36               | 12               | 0                | 72               | 165              | 119              | Premiers division Atlantique       | 17                   | 8                    | 7                    | 50                   | 40                   | 4-2 Rangers de New York 4-1 Sénateurs d'Ottawa 0-4 Bruins de Boston                                                                     |
| 46 | 2013-2014         | S. Crosby    | D. Bylsma               | S. Crosby  | 82               | 51               | 24               | 7                | 109              | 249              | 207              | Premiers division Métropolitaine   | 13                   | 7                    | 6                    | 35                   | 33                   | 4-2 Blue Jackets de Columbus 3-4 Rangers de New York                                                                                    |
| 47 | 2014-2015         | S. Crosby    | M. Johnston             | S. Crosby  | 82               | 43               | 27               | 12               | 98               | 221              | 210              | Quatrièmes division Métropolitaine | 5                    | 1                    | 4                    | 8                    | 11                   | 1-4 Rangers de New York |
| 48 | 2015-2016 Détails | S. Crosby    | M. Johnston M. Sullivan | S. Crosby  | 82               | 48               | 26               | 8                | 104              | 245              | 203              | Deuxièmes division Métropolitaine  | 24                   | 16                   | 8                    | 73                   | 55                   | 4-1 Rangers de New York 4-2 Capitals de Washington 4-3 Lightning de Tampa Bay 4-2 Sharks de San José Vainqueur de la Coupe Stanley      |
| 49 | 2016-2017 Détails | S. Crosby    | M. Sullivan             | S. Crosby  | 82               | 50               | 21               | 11               | 111              | 282              | 234              | Deuxièmes division Métropolitaine  | 25                   | 16                   | 9                    | 77                   | 57                   | 4-1 Blue Jackets de Columbus 4-3 Capitals de Washington 4-3 Sénateurs d'Ottawa 4-2 Predators de Nashville Vainqueur de la Coupe Stanley |
| 50 | 2017-2018         | S. Crosby    | M. Sullivan             | I. Malkine | 82               | 47               | 29               | 6                | 100              | 272              | 250              | Deuxièmes division Métropolitaine  | 12                   | 6                    | 6                    | 42                   | 34                   | 4-2 Flyers de Philadelphie 2-4 Capitals de Washington                                                                                   |
| 51 | 2018-2019         | S. Crosby    | M. Sullivan             | S. Crosby  | 82               | 44               | 26               | 12               | 100              | 273              | 241              | Troisièmes division Métropolitaine | 4                    | 0                    | 4                    | 6                    | 14                   | 0-4 Islanders de New York |
| 52 | 2019-2020         | S. Crosby    | M. Sullivan             | I. Malkine | 69               | 40               | 23               | 6                | 86               | 224              | 196              | Troisièmes division Métropolitaine | 4                    | 1                    | 3                    | 6                    | 10                   | 1-3 Canadiens de Montréal |

### Années 2020
| No | Saison            | Capitaine(s) | Entraîneur(s) | Pointeur              | Saison régulière | Saison régulière | Saison régulière | Saison régulière | Saison régulière | Saison régulière | Saison régulière | Saison régulière                   | Séries éliminatoires | Séries éliminatoires | Séries éliminatoires | Séries éliminatoires | Séries éliminatoires | Séries éliminatoires      |               |
| No | Saison            | Capitaine(s) | Entraîneur(s) | Pointeur              | PJ               | V                | D                | DP               | Pts              | BP               | BC               | Classement                         | PJ                   | V                    | D                    | BP                   | BC                   | Progression               |               |
| -- | ----------------- | ------------ | ------------- | --------------------- | ---------------- | ---------------- | ---------------- | ---------------- | ---------------- | ---------------- | ---------------- | ---------------------------------- | -------------------- | -------------------- | -------------------- | -------------------- | -------------------- | ------------------------- | ------------- |
| 43 | 2020-2021 Détails | S. Crosby    | M. Sullivan   | S. Crosby             | 56               | 37               | 16               | 3                | 77               | 196              | 156              | Premiers division Est              | 6                    | 2                    | 4                    | 16                   | 21                   | 2-4 Islanders de New York |               |
| 44 | 2021-2022         | S. Crosby    | M. Sullivan   | S. Crosby J. Guentzel | 82               | 46               | 25               | 11               | 103              | 272              | 229              | Troisièmes division Métropolitaine | 7                    | 3                    | 4                    | 29                   | 24                   | 2-4 Rangers de New York   |               |
| 45 | 2022-2023         | S. Crosby    | M. Sullivan   | S. Crosby             | 82               | 40               | 31               | 11               | 91               | 262              | 264              | Cinquièmes division Métropolitaine | Non qualifiés        | Non qualifiés        | Non qualifiés        | Non qualifiés        | Non qualifiés        | Non qualifiés             | Non qualifiés |
| 46 | 2023-2024         | S. Crosby    | M. Sullivan   | S. Crosby             | 82               | 38               | 32               | 12               | 88               | 255              | 251              | Cinquièmes division Métropolitaine | Non qualifiés        | Non qualifiés        | Non qualifiés        | Non qualifiés        | Non qualifiés        | Non qualifiés             | Non qualifiés |